# ريبونوكليوتيد

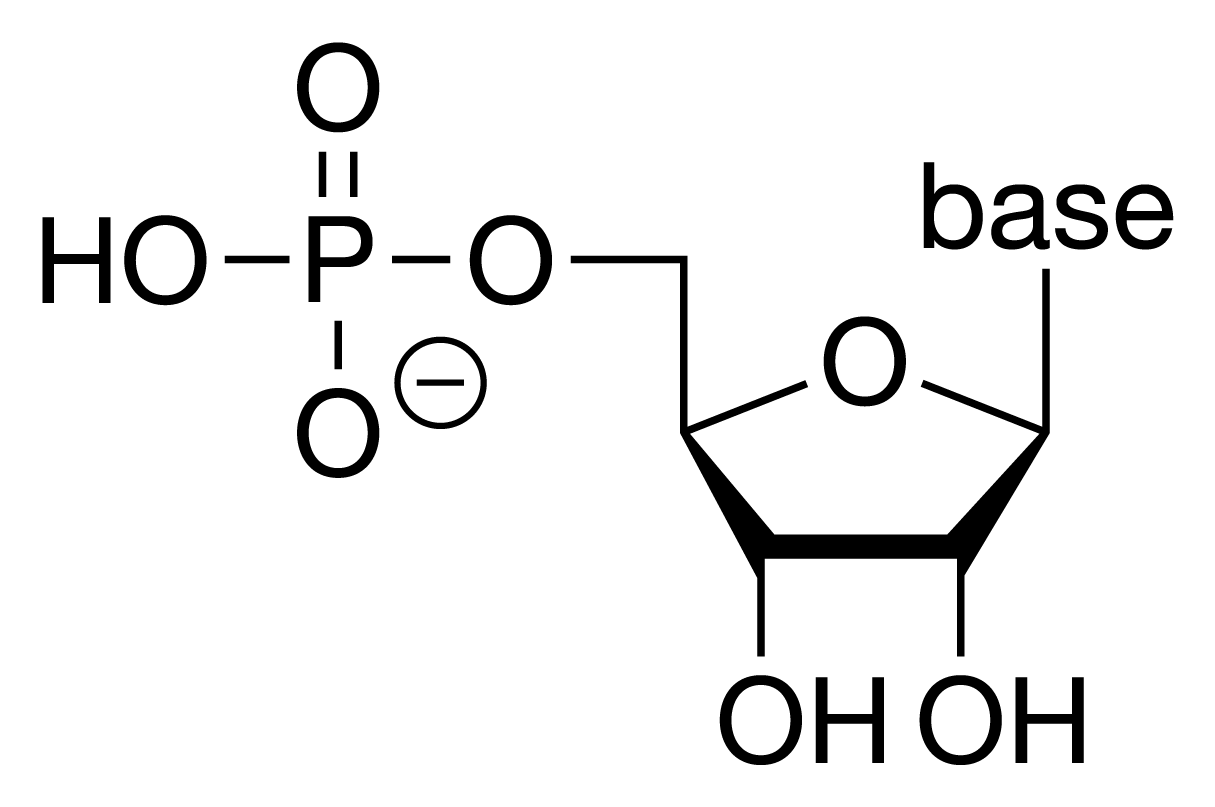
البنية العامة للريبونوكليوتيد: قاعدة نووية، ريبوز، مجموعة فوسفات.

الريبونوكليوتيد (بالإنجليزية: ribonucleotide )‏ هو نوكليوتيد سُكَّره الخماسي (بنتوز) هو الريبوز. النوكليوتيدات هي الوحدات الأساسية في تكوين الدنا والرنا. الريبونوكليوتيد هو موحود الرنا وعند اختزاله بواسطة مختزلة الريبونوكليوتيد يتشكل الريبونوكليوتيد منقوص الأكسجين الذي هو الوحدة الأساسية (موحود) في تكوين الدنا. توجد العديد من الفوارق بين موحود الرنا (الريبونوكليوتيد) وموحود الدنا (الريبونوكليوتيد منقوص الأكسجين)، ترتبط النوكليوتيدات فيما بينها عبر رابطة فوسفات ثنائي الأستر بين الذرات 3'-5'.
فضلا عن تكوينها للأحماض النووية، تُستخدم الريبونوكليوتيدات في وظائف خلوية أخرى، كمثال يُستخدم الأدينوسين أحادي الفوسفات في تأشير الخلية. يمكن تحويل الريبونوكليوتيدات إلى الأدينوسين ثلاثي الفوسفات (ATP) وهو مصدر الطاقة لدى الكائنات، كما يمكن تحويلها إلى الأدينوزين أحادي الفوسفات الحلقي لتنظيم الهرمونات. لدى الكائنات الحية، أشهر القواعد النيتروجينية المكونة للريبونوكليوتيدات هي: الأدينين، الغوانين، السايتوسين واليوراسيل وتنقسم إلى نوعين بيورينات وبيريميدينات.